# شفيق المهدي
شفيق المهدي (الديوانية 1956 - 2018) مستقل عراقي، مدير عام في وزارة الثقافة العراقية منذ عام 2003.

## عن حياته
ولد شفيق المهدي في محافظة الديوانية عام 1956. وحصل على درجة الدكتوراه في فلسفة الفن من جامعة بغداد عام 1996، والده كاتب عدل عمل في محافظات عديدة اهمها مدن الوسط، والدكتور شفيق المهدي مرشح لدرجة البروفيسور العلمية بعد ان نال الاستاذية (مساعد) عام 1997.
شغلته دوائر الميدان المسرحي والثقافي والوظيفي في مؤسسات وزارة الثقافة العراقية فعمل مديرا عاما ل «دار ثقافة الطفل» عام 2003 , ثم اختير مديراً عاما لسينما ومسرح العراق عام 2008 لتاهيل هذه المؤسسة العريقة التي عانت الحرمان ونجح بمهمته حسب كبار ومتخصصي الفن والمسرح العراقي والمتبقين من روادهم.
دخل دار ثقافة النشر الكردية التابعة لوزارة الثقافة مديرا عاما لها بعد اقصائه من إدارة دائرة السينما والمسرح اثر عرض ممثلة ألمانية على خشبة المسرح الوطني وحسبها اخرون انها مكيدة لتكميم صوته العالي في نهج الحرية والثقافة.
في العام 2013 عندما كانت بغداد عاصمة للثقافة العربية قُدم الدكتور شفيق المهدي إلى محاكمة قضائية في العراق ترافق معها امر وزارة الثقافة بسحب يده الوظيفية وتوجيه عقوبة الإنذار مع صدور بيان رسمي ضده لوقوفه مع عرض مسرحي ألماني قُدم على خشبة المسرح الوطني العراقي وفيه نداء واضح للحرية وعلى اثرها امتدت الاحتجاجات والاعتصامات الثقافية تضامنا مع الدكتور شفيق المهدي في بغداد والعديد من المحافظات وابرزها الاحتجاج الذي ظهر في شارع المتنبي في بغداد على امتداد اسابيع إضافة إلى احتجاجات عربية لمثقفين عرب في عدد من الدول العربية
تعاطف معه الشارع العراقي في قضيته بيد ان اخرين اعتبروها سابقة للعراق ضحى من اجلها بمنصبه الوظيفي.
يعمل حاليا مديرا عاما لدائرة الفنون التشكيلية في وزارة الثقافة بعد ان نادى كبار تشكيليوا العراق بوجوب اشغاله لهذا المنصب.

## المسيرة المهنيّة
نشر شفيق مهدي (أو المهدي) كتابًا بعنوان «الطيور المائية في العراق والوطن العربي» ضمن قسم علم المسطحات المائية والمحيطات والبحار والأنهار وذلك عن منشورات وزارة الثقافة والاعلام العراقية وتحديدًا دار الرشيد للنشر في وقتٍ ما من عام 1982 في نحو 244 صفحة. تحدث شفيق في هذا الكتاب عن تنوع فصائل الطيور المائية، كما تناول تنوع البيئة وكيف تُساهم بشكل مباشر وأحيانًا بشكل غير مباشر في وجود الكثير من الطيور المائية الموجودة في العالم اليوم والتي لا يُعرف عنها إلا الشيء القليل. انتقل شفيق لتأليف كتب الأطفال فنشر في وقتٍ ما كتاب «حكايات الفصول: حكاية لكل يوم من أيام السنة» وهو الكتاب الذي صدر عن دار ألف باء تاء ناشرون (الترقيم الدولي: 9789957750367). جاء الكتاب موجَّها بالخصوص نحو الأمهات لمساعدتهنّ – كما يقول – على إقناع أولادهنّ بالنوم في وقت محدد بفضل تلك القصص التي تدور على مدار سنة كاملة، وتدور أحداثها في فصول السنة الأربعة وأيامه الـ 365، ففي كل ليلة هناك حكاية مختلفة ألَّفها الكاتب أو جمعها.
عرَّج مهدي على الكتب القصيرة فنشر في وقتٍ ما كتابًا قصيرًا بعنوان «بغلة القاضي» عن دار البراق لثقافة الأطفال للنشر والتوزيع (الترقيم الدولي: 9789641927808). بلغ عددُ صفحات الكتاب 28 صفحة فقط، وفيه قدَّم حكاية قَديمة وخياليّة من بغداد عاصمة التراث والحكايات كما يُسمّيها، حيث يروي عن القاضي الذي كان يومًا ما يتوضأ للصلاة، فخرجت البغلة من مربطها ثم مشت نحو الإبريق ودخلت فيه حتى غابت عن الأنظار. واصلَ شفيق مهدي تأليف الكُتب القصيرة فنشر كتاب «أختي الصغرى بشرى» عن دار الحدائق للطباعة والنشر والتوزيع (الترقيم الدولي: 9786144391068). بلغت عددُ صفجات الكتاب نحو 22 صفحة فقط، وفيه كتب الكاتب عن أختهِ الصغرى بشرى التي ظلَّ يُراقبها لأيام عديدة حتى يكتشف السر الذي تخبئه وهو السر الذي يكشفهُ أي وسط صفحات الكتاب.
نشر شفيق مهدي كتابًا آخر بعنوان «عائلة الصقر» عن المؤسسة العربية للدراسات والنشر السلسلة ضمن موسوعة الحيوان. جاء الكتاب في 16 صفحة لكنّه ضمن سلسلة أكثر وأكبر هي موسوعة الحيوان التي قدَّمت تفاصيل وُصفت بالمثيرة والطريفة في نفس الوقت وذلك عن الحيوانات حيث تحكي عن حياتها وغذائها وتكاثرها وأنواعها بأسلوب علمي للصغار والكبار على السواء. صدر من هذه المجموعة عددٌ من الكتب هي: القصة وأخوتها، عائلة الصقر، الكلب وإخوانه، أسماك خطرة، الحصان وعائلته، ثمّ حيوانات نادرة. في كتابه «مماليك مصر والشام (نقودهم - نقوشهم - مسكوكاتهم - ألقابهم - سلاطينهم)» الذي صدر عن الدار العربية للموسوعات في نحو 408 صفحات، يتناول شفيق أو بالأحرى يُؤرّخ لمماليك مصر والشام (648-922هـ/1250-1517م) فيتحدث في الباب الأول عن المماليك بدءًا من المدلول اللغوي للكلمة وحتى تعيينهم في الجيش، مرورًا بوسائل جلبهم إلى البلاد وبيعهم.
عاد شفيق مهدي للكتابة والتأليف ضمن موسوعة الحيوان فنشر كتابًا بعنوان «حيوانات نادرة» عن المؤسسة العربية في نحو 16 صفحة، ثمّ نشر لاحقًا كتابًا جديدًا هو «الكلب وإخوانه» عن المؤسسة العربية للدراسات والنشر أيضًا فضلًا عن كتاب «القطة وإخوتها» وكذا كتاب «الحصان وعائلته» الذي صدر أيضًا عن المؤسسة العربية للدراسات والنشر في نحو 20 صفحة. في روايتهِ القصيرة «حسن آكل قشور الباقلاء» التي صدرت عن دار البراق لثقافة الأطفال (الترقيم الدولي: 9789641928607) في نحو 40 صفحة، يروي الكاتب ما يصفها أجمل الحكايات، هي الحكايات الشعبية البغدادية بحسبه التي سمعها من جدته فأُعجبَ بها كثيرًا حتى حفظناها خاصّة أنها تشيد بأهمية العقل وترفعه عن المال والقوّة بطريقة اندمج فيها الواقع مع الخيال.
يُعتبر كتاب «المتحجرات» أحد أشهر أعمال الكاتب شفيق مهدي. صدر الكتاب عن دار ومكتبة الهلال وفيه تناول الكاتب موضوع المتحجرات – كما يدل على ذلك العنوان – وهي البقايا الصلبة للحيوانات والنباتات أو الآثار التي تركتها. يشرحُ شفيق في هذا الكتاب كيف تُوجد المتحجرات في الصخور فقط، كما يسترسل في أشهر الصخور أو الحجارة، التي توجد فيها المتحجرات وهي الصخور الكلسية والطينية والطباشيرية، المكونة جزئيًا من قواقع صغيرة جدًا غطست في أعماق البحار. فصَّل شفيق في إحدى فصول هذا الكتاب كيق عُثر على متحجرات كاملة تمامًا بل عُثر على متحجرات لحيوانات بلحمها وشعرها. يضمُّ الكتاب صورًا لعدد كبير من المتحجرات القديمة والنادرة، كما ضمّّ تعريفات ببعض الأنواع وتاريخ اكتشافها.

## عن شفيق المهدي
- شخصية مستقلة
- أستاذ جامعي منذ عام 1982
- فاز باستفتاء اقامته مؤسسة النور السويدية العراقية كافضل شخصية ثقافية لعام 2009.
- له مؤلفات عديدة ابرزها (ازمنة المسرح) و (الشفرة والصورة في مسرح الطفل) و (الموجز في تاريخ المسرح العراقي) و (الموجز في تاريخ المسرح الفرنسي الحديث: دراسة في جون بول ارتر) و (كراسة " مفهوم الزمن في المسرح الفرنسي الحديث: دراسة عن جون بول سارتر) إضافة إلى عشرات البحوث في تخصصه المهني.
- قدم عروضا بارزة في المسرح العراقي واهمها " مسرحيتا (مكبث) و (العاصفة) ل شكسبير ومشعلوا الحرائق ل ماكس فريش والتي احدثت اتجاها تجريبيا في المسرح العراقي المعاصر ومسرحية (المعطف) عن رواية غوغول بنفس الاسم وهو أطول عرض صامت في تاريخ المسرح العراقي واخرج مسرحية (لعبة حلم) للكاتب السويدي (اوغوست سترينبيرج) وعد العرض الثالث لهذه المسرحية عالميا إضافة إلى الكثير من العروض الأخرى.
- اشرف وناقش على أكثر من مئة رسالة ماجستير ودكتوراه واخر اطروحة نوقشت لنيل شهادة الدكتوراه من اكاديمية الفنون الجميلة جامعة بغداد يوم 20/1/2015 ومنذ عام 1989 ولحد كتابة هذه السطور مازال مستمرا بالبحث ومناقشة اطاريح الماجستير والدكتوراه في العراق.
- ومن الجدير بالذكر ان الدكتور شفيق المهدي قد حاز في انتخابات اكاديمية الفنون الجميلة في منتصف عام 2003 م على عمادة اكاديمية الفنون الجميلة بالاغلبية الساحقة.
- نالت محاظرات الدكتور شفيق المهدي في رحلاته المكوكية لعديد الدول العربية حضورا منقطع النظير من أهم هذه المحاضرات كانت في دولة قطر وفي العاصمة المصرية القاهرة وفي تونس العاصمة كما الح جمهور المتابعين على ان يلقي محاضرات في المغرب واخرها في العاصمة الأردنية عمان مضافا إلى ذلك تغطيته الدائمة لاغلب النشاطات الثقافية في مدن العراق وجامعاتها والمحافل والمؤتمرات التي تهم الشان الثقافي العراقي.
- حاصل على جائزة أفضل مخرج مسرحي في العراق عام 1989.

## الوفاة
تُوفيَّ الكاتب العراقي شفيق مهدي في شهر آذار/مارس من عام 2021 متأثراً بمضاعفات إصابته بفيروس كوفيد 19. كان شفيق أحد أبرز كتّاب ومترجمي أدب الأطفال في العراق والعالم العربي وذلك بفضلِ إنتاجاته الأدبيّة خاصّة في سبعينيات وثمانينيات القرن العشرين.

## وصلات خارجية
- السيرة الذاتية للدكتور شفيق المهدي
- مقالة بعد اقصائه من منصبه مديرا للسينما والمسرح
- اختيار شفيق المهدي أفضل شخصية ثقافية
- مقابلة مع شفيق المهدي
- شفيق المهدي بعد توليه منصب مدير في الثقافة الكردية